# Ralph Schulz
Ralph Schulz (* 28. Januar 1973 in Waldshut) ist ein deutsches Model. Er war der Mister Germany von 2003 und der Nachfolger von Joachim Federer.

## Leben
Schulz studierte nach dem Abitur vier Jahre an der Fachhochschule Mannheim – Hochschule für Technik und Gestaltung. Er schloss mit einem Diplom in Kommunikationsdesign ab. Danach arbeitete er über drei Jahre als Art Director und Webdesigner bei einer Internetfirma in Zürich. Er gewann einen Modelwettbewerb der Zeitschrift Fit for Fun. Danach arbeitete er als Model, machte unter anderem Fotoshootings mit dem Fotografen Benno Thoma und erhielt einen Vertrag bei der Schweizer Model-Agentur Time Model Agency in Zürich.
Im September 2003 wurde er in Bremen in der Aladin Music Hall zum Mister Germany 2003 gewählt. In der Folgezeit modelte Schulz unter anderem für die Marken Hugo Boss, Diesel und Goldwell.
Ab November 2004 nahm er als Kandidat an der RTL-Sendung Bachelorette – Die Traumfrau teil, in welcher Monica Ivancan als „Bachelorette“ auftrat. Schulz galt längere Zeit als Favorit, schied jedoch schließlich doch vor dem Finale aus.
2005 war er Teilnehmer der von Thomas Gottschalk im ZDF präsentierten Fernsehshow Die Cleversten – Der große Drei-Länder-Check. Gemeinsam mit dem damaligen Mister Schweiz, Robert Ismajlovic, und dem Mister Austria, David Königshofer, stellte er sein Talent im Flirten unter Beweis.
Schulz ist mittlerweile Inhaber einer Werbeagentur, die unter anderem im Großraum Hochrhein/Nordschweiz Internetseiten entwirft und erstellt.

## Fernsehen
- 2004–2005: Bachelorette – Die Traumfrau
- 2005: Die Cleversten – Der große Drei-Länder-Check